# Classisme

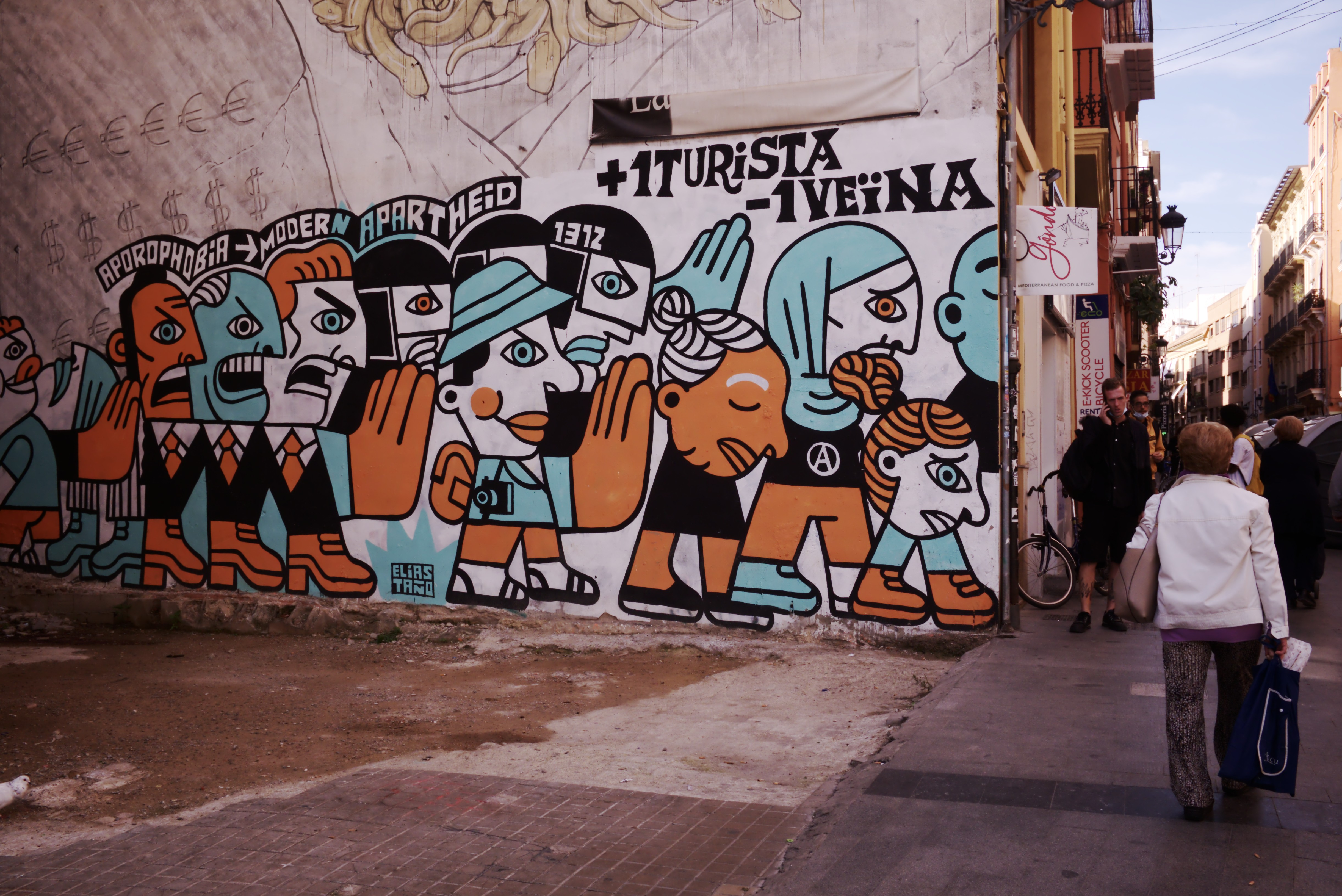

El classisme és la discriminació en funció de la classe social. Es tracta d'un prejudici que fa que membres de grups socials privilegiats pretenguin frenar les oportunitats o tinguin un concepte desfavorable d'aquells individus de grups socials menys afavorits. Com a reacció defensiva, aquests també poden desenvolupar prejudicis cap a la classe dominant, que poden desembocar en conflictes socials. El classisme augmenta si hi ha coincidència entre origen ètnic i poder adquisitiu. El classisme es dona tant en l'àmbit personal (una persona o grup és classista) com estructural, quan el sistema afavoreix la divisió de classes i perjudica les classes subalternes.
Es relaciona amb l'elitisme quan la discriminació porta a buscar el poder d'aquells situats a dalt de la piràmide social i es restringeix la barreja interclassista (per exemple amb clubs exclusius o escoles destinades a una determinada classe social). Si a més es propugna que el poder polític ha d'estar restringit a aquesta elit, es cau en l'oligarquia o aristocràcia.
Aquesta forma de discriminació està vinculada a una determinada representació que una persona té de si mateixa respecte al seu lloc en el cos social com a superior en rang a una altra persona, percebuda com de rang inferior. En aquest sentit, el menyspreu de classe és una violència simbòlica, un concepte desenvolupat per Pierre Bourdieu a la seva obra La Distinció.

## Meritocràcia
El concepte de meritocràcia s'aplica a les persones que han accedit a llocs de treball millor remunerats que els seus pares o han cursat estudis més llargs, anomenades desertores de classe, "transclasses", o altres termes  relacionats, per indicar que la seva trajectòria professional ha estat afavorida per una combinació de qualitats personals i els esforços dels seus pares i professors per augmentar les seves possibilitats d'èxit acadèmic o professional, o una combinació d'ambdós. Entre els sociòlegs, François Dubet ho veu com "una ficció útil", fins i tot si la realitat no és prou estesa. Gérald Bronner, en canvi, creu que "humilia els que no tenen èxit" perquè "acaben internalitzant el fet que no tenen mèrits". També critica els escriptors que s'identifiquen com a transclasses perquè, segons ell, "volen ser aplaudits dues vegades: una pel seu èxit i una altra perquè tenen més mèrits que els altres".
Més diversa en el seu ús i més àmplia en el camp que designa, la noció de desertor de classe o transclasse de vegades ha estat caricaturitzada com un sentiment de vergonya respecte al mateix origen social, que representaria una de les possibles causes de la síndrome de l'impostor. Un debat sobre aquest tema va enfrontar el professor Gerald Bronner, proper als cercles del poder, amb els escriptors Annie Ernaux, Didier Eribon i Édouard Louis, més propers a l'esquerra i als moviments socials, el primer afirmant la seva "dignitat" de no haver dit mai d'on venia fins a la dècada del 2020 i criticant les autobiografies dels altres tres pel seu "miserabilisme" i "una forma d'obsessió narrativa per evocar la influència dels pares".

## Societat de classes
La discriminació classista és possible perquè s'assumeix que la societat està separada en classes socials. De la discriminació classista són víctimes els que ocupen la posició de la classe baixa o classe mitjana per les classes dominants.
El classisme, així com altres tipus de discriminació, tenen conseqüències en la salut. Les persones que han patit aquest tipus de violència, experimenten major estrès psicològic. Aquests factors són indicadors de risc en la salut mental dels individus, podent desembocar en neurosi o inadaptabilitat social.
La noció de "classisme", nascuda als Estats Units, va aparèixer per primera vegada entre les Fúries, un grup d'activistes lesbianes a Washington, D.C., el 1971. Es va estendre al moviment feminista americà dels anys setanta i després als moviments de justícia social dels anys vuitanta per tal de destacar les dimensions culturals i simbòliques de l'opressió de classe, més enllà de la mera explotació. En el context cultural francès es prefereix el terme de "menyspreu de classe".